# Lubambo Musonda
Lubambo Musonda (Chililabombwe, 1º marzo 1995) è un calciatore zambiano, centrocampista del Magdeburgo e della nazionale zambiana.

## Carriera

### Club
Ha giocato nella prima divisione zambiana, in quella armena, in quella polacca ed in quella danese.

### Nazionale
Ha esordito in nazionale nel 2012; nel 2015 e nel 2023 ha partecipato alla Coppa d'Africa.

## Statistiche

### Cronologia presenze e reti in nazionale
| Cronologia completa delle presenze e delle reti in nazionale ― Zambia | Cronologia completa delle presenze e delle reti in nazionale ― Zambia | Cronologia completa delle presenze e delle reti in nazionale ― Zambia | Cronologia completa delle presenze e delle reti in nazionale ― Zambia | Cronologia completa delle presenze e delle reti in nazionale ― Zambia | Cronologia completa delle presenze e delle reti in nazionale ― Zambia | Cronologia completa delle presenze e delle reti in nazionale ― Zambia | Cronologia completa delle presenze e delle reti in nazionale ― Zambia |
| Data                                                                  | Città                                                                 | In casa                                                               | Risultato                                                             | Ospiti                                                                | Competizione                                                          | Reti                                                                  | Note                                                                  |
| --------------------------------------------------------------------- | --------------------------------------------------------------------- | --------------------------------------------------------------------- | --------------------------------------------------------------------- | --------------------------------------------------------------------- | --------------------------------------------------------------------- | --------------------------------------------------------------------- | --------------------------------------------------------------------- |
| 8-8-2012                                                              | Ndola                                                                 | Zambia                                                                | 2 – 1                                                                 | Zimbabwe                                                              | Amichevole                                                            | -                                                                     | 60’                                                                   |
| 6-6-2014                                                              | Tampa                                                                 | Giappone                                                              | 4 – 3                                                                 | Zambia                                                                | Amichevole                                                            | 1                                                                     | 74’                                                                   |
| 15-11-2014                                                            | Maputo                                                                | Mozambico                                                             | 0 – 1                                                                 | Zambia                                                                | Qual. Coppa d'Africa 2015                                             | -                                                                     | 49’                                                                   |
| 19-11-2014                                                            | Ndola                                                                 | Zambia                                                                | 1 – 0                                                                 | Capo Verde                                                            | Qual. Coppa d'Africa 2015                                             | -                                                                     | 70’                                                                   |
| 4-1-2015                                                              | Soweto                                                                | Sudafrica                                                             | 1 – 0                                                                 | Zambia                                                                | Amichevole                                                            | -                                                                     | 68’                                                                   |
| 22-1-2015                                                             | Ebebiyín                                                              | Zambia                                                                | 1 – 2                                                                 | Tunisia                                                               | Coppa d'Africa 2015 - 1º turno                                        | -                                                                     |                                                                       |
| 26-1-2015                                                             | Ebebiyín                                                              | Capo Verde                                                            | 0 – 0                                                                 | Zambia                                                                | Coppa d'Africa 2015 - 1º turno                                        | -                                                                     | 72’                                                                   |
| 7-6-2015                                                              | Addis Abeba                                                           | Etiopia                                                               | 1 – 2                                                                 | Zambia                                                                | Amichevole                                                            | -                                                                     | 62’                                                                   |
| 13-6-2015                                                             | Ndola                                                                 | Zambia                                                                | 0 – 0                                                                 | Guinea-Bissau                                                         | Qual. Coppa d'Africa 2017                                             | -                                                                     | 55’                                                                   |
| 6-9-2015                                                              | Nairobi                                                               | Kenya                                                                 | 1 – 2                                                                 | Zambia                                                                | Qual. Coppa d'Africa 2017                                             | -                                                                     | 87’                                                                   |
| 8-9-2015                                                              | Lusaka                                                                | Zambia                                                                | 1 – 1                                                                 | Gabon                                                                 | Amichevole                                                            | -                                                                     | 57’                                                                   |
| 11-10-2015                                                            | Abu Dhabi                                                             | Egitto                                                                | 3 – 0                                                                 | Zambia                                                                | Amichevole                                                            | -                                                                     | 59’                                                                   |
| 11-11-2015                                                            | Khartoum                                                              | Sudan                                                                 | 0 – 1                                                                 | Zambia                                                                | Qual. Mondiali 2018                                                   | -                                                                     |                                                                       |
| 15-11-2015                                                            | Ndola                                                                 | Zambia                                                                | 2 – 0                                                                 | Sudan                                                                 | Qual. Mondiali 2018                                                   | 1                                                                     | 88’                                                                   |
| 23-3-2016                                                             | Ndola                                                                 | Zambia                                                                | 1 – 1                                                                 | Rep. del Congo                                                        | Qual. Coppa d'Africa 2017                                             | -                                                                     |                                                                       |
| 27-3-2016                                                             | Brazzaville                                                           | Rep. del Congo                                                        | 1 – 1                                                                 | Zambia                                                                | Qual. Coppa d'Africa 2017                                             | -                                                                     |                                                                       |
| 27-5-2016                                                             | Lomé                                                                  | Togo                                                                  | 1 – 0                                                                 | Zambia                                                                | Amichevole                                                            | -                                                                     | 63’                                                                   |
| 30-5-2016                                                             | Bakau                                                                 | Gambia                                                                | 0 – 0                                                                 | Zambia                                                                | Amichevole                                                            | -                                                                     | 65’                                                                   |
| 4-6-2016                                                              | Bissau                                                                | Guinea-Bissau                                                         | 2 – 2                                                                 | Zambia                                                                | Qual. Coppa d'Africa 2017                                             | -                                                                     | 65’                                                                   |
| 4-9-2016                                                              | Ndola                                                                 | Zambia                                                                | 1 – 1                                                                 | Kenya                                                                 | Qual. Coppa d'Africa 2017                                             | -                                                                     | 57’                                                                   |
| 8-9-2018                                                              | Windhoek                                                              | Namibia                                                               | 1 – 1                                                                 | Zambia                                                                | Qual. Coppa d'Africa 2019                                             | -                                                                     | 68’                                                                   |
| 10-10-2018                                                            | Ndola                                                                 | Zambia                                                                | 2 – 1                                                                 | Guinea-Bissau                                                         | Qual. Coppa d'Africa 2019                                             | -                                                                     |                                                                       |
| 14-10-2018                                                            | Bissau                                                                | Guinea-Bissau                                                         | 2 – 1                                                                 | Zambia                                                                | Qual. Coppa d'Africa 2019                                             | -                                                                     | 66’                                                                   |
| 18-11-2018                                                            | Maputo                                                                | Mozambico                                                             | 1 – 0                                                                 | Zambia                                                                | Qual. Coppa d'Africa 2019                                             | -                                                                     | 33’ 66’                                                               |
| 9-10-2020                                                             | Nairobi                                                               | Kenya                                                                 | 2 – 1                                                                 | Zambia                                                                | Amichevole                                                            | -                                                                     |                                                                       |
| 11-10-2020                                                            | Phokeng                                                               | Sudafrica                                                             | 1 – 2                                                                 | Zambia                                                                | Amichevole                                                            | -                                                                     | 63’                                                                   |
| 12-11-2020                                                            | Lusaka                                                                | Zambia                                                                | 2 – 1                                                                 | Botswana                                                              | Qual. Coppa d'Africa 2021                                             | -                                                                     | 59’                                                                   |
| 16-11-2020                                                            | Francistown                                                           | Botswana                                                              | 1 – 0                                                                 | Zambia                                                                | Qual. Coppa d'Africa 2021                                             | -                                                                     | Cap. 63’                                                              |
| 25-3-2021                                                             | Lusaka                                                                | Zambia                                                                | 3 – 3                                                                 | Algeria                                                               | Qual. Coppa d'Africa 2021                                             | -                                                                     | 59’                                                                   |
| 29-3-2021                                                             | Harare                                                                | Zimbabwe                                                              | 0 – 2                                                                 | Zambia                                                                | Qual. Coppa d'Africa 2021                                             | -                                                                     | 59’                                                                   |
| 3-9-2021                                                              | Nouakchott                                                            | Mauritania                                                            | 1 – 2                                                                 | Zambia                                                                | Qual. Mondiali 2022                                                   | -                                                                     |                                                                       |
| 7-9-2021                                                              | Lusaka                                                                | Zambia                                                                | 0 – 2                                                                 | Tunisia                                                               | Qual. Mondiali 2022                                                   | -                                                                     | 74’                                                                   |
| 7-10-2021                                                             | Malabo                                                                | Guinea Equatoriale                                                    | 2 – 0                                                                 | Zambia                                                                | Qual. Mondiali 2022                                                   | -                                                                     | Cap. 64’                                                              |
| 10-10-2021                                                            | Lusaka                                                                | Zambia                                                                | 1 – 1                                                                 | Guinea Equatoriale                                                    | Qual. Mondiali 2022                                                   | -                                                                     | Cap.                                                                  |
| 13-11-2021                                                            | Lusaka                                                                | Zambia                                                                | 4 – 0                                                                 | Mauritania                                                            | Qual. Mondiali 2022                                                   | -                                                                     | Cap. 81’                                                              |
| 16-11-2021                                                            | Tunisi                                                                | Tunisia                                                               | 3 – 1                                                                 | Zambia                                                                | Qual. Mondiali 2022                                                   | -                                                                     | Cap.                                                                  |
| 25-3-2022                                                             | Brazzaville                                                           | Rep. del Congo                                                        | 1 – 3                                                                 | Zambia                                                                | Amichevole                                                            | -                                                                     |                                                                       |
| 27-3-2022                                                             | Antalya                                                               | Zambia                                                                | 1 – 2                                                                 | Benin                                                                 | Amichevole                                                            | -                                                                     | 56’                                                                   |
| 3-6-2022                                                              | Yamoussoukro                                                          | Costa d'Avorio                                                        | 3 – 1                                                                 | Zambia                                                                | Qual. Coppa d'Africa 2023                                             | -                                                                     |                                                                       |
| 7-6-2022                                                              | Lusaka                                                                | Zambia                                                                | 2 – 1                                                                 | Comore                                                                | Qual. Coppa d'Africa 2023                                             | -                                                                     |                                                                       |
| 17-11-2022                                                            | Petah Tikva                                                           | Israele                                                               | 4 – 2                                                                 | Zambia                                                                | Amichevole                                                            | -                                                                     |                                                                       |
| 23-3-2023                                                             | Ndola                                                                 | Zambia                                                                | 3 – 1                                                                 | Lesotho                                                               | Qual. Coppa d'Africa 2023                                             | -                                                                     | Cap. 13’                                                              |
| 17-6-2023                                                             | Ndola                                                                 | Zambia                                                                | 3 – 0                                                                 | Costa d'Avorio                                                        | Qual. Coppa d'Africa 2023                                             | -                                                                     | Cap.                                                                  |
| 9-9-2023                                                              | Moroni                                                                | Comore                                                                | 1 – 1                                                                 | Zambia                                                                | Qual. Coppa d'Africa 2023                                             | -                                                                     | 84’                                                                   |
| 12-10-2023                                                            | al-'Ayn                                                               | Egitto                                                                | 1 – 0                                                                 | Zambia                                                                | Amichevole                                                            | -                                                                     | Cap. 90+2’                                                            |
| 9-1-2024                                                              | Gedda                                                                 | Zambia                                                                | 1 – 1                                                                 | Camerun                                                               | Amichevole                                                            | -                                                                     | 46’                                                                   |
| 17-1-2024                                                             | San-Pédro                                                             | RD del Congo                                                          | 1 – 1                                                                 | Zambia                                                                | Coppa d'Africa 2023 - 1º turno                                        | -                                                                     | 76’                                                                   |
| 21-1-2024                                                             | San-Pédro                                                             | Zambia                                                                | 1 – 1                                                                 | Tanzania                                                              | Coppa d'Africa 2023 - 1º turno                                        | -                                                                     | 46’                                                                   |
| 24-1-2024                                                             | San-Pédro                                                             | Zambia                                                                | 0 – 1                                                                 | Marocco                                                               | Coppa d'Africa 2023 - 1º turno                                        | -                                                                     | Cap.                                                                  |
| 7-6-2024                                                              | Agadir                                                                | Marocco                                                               | 2 – 1                                                                 | Zambia                                                                | Qual. Mondiali 2026                                                   | -                                                                     | Cap. 74’                                                              |
| 6-9-2024                                                              | Bouaké                                                                | Costa d'Avorio                                                        | 2 – 0                                                                 | Zambia                                                                | Qual. Coppa d'Africa 2025                                             | -                                                                     | Cap.                                                                  |
| 10-9-2024                                                             | Ndola                                                                 | Zambia                                                                | 3 – 2                                                                 | Sierra Leone                                                          | Qual. Coppa d'Africa 2025                                             | -                                                                     | cap.                                                                  |
| Totale                                                                |                                                                       | Presenze                                                              | 53                                                                    |                                                                       | Reti                                                                  | 2                                                                     |                                                                       |

## Palmarès

### Club

#### Competizioni nazionali
- Coppa di Danimarca: 1

Silkeborg: 2023-2024